# Blue Judy
Blue Judy – amerykański zespół indie rockowy założony w 2000 roku w Los Angeles, Kalifornia. Zespół cechuje natężony wokal i podwójne dźwięki gitary. Pierwszą płytę „The Common and Continual Mischiefs” wydali w roku 2006. Z drugą płytą „The Great Unknown & The Long Goodbye” powrócili w 2009 roku.

## Członkowie zespołu
- Luke Benedum
- Gustavo Galindo
- Matt Maltese
- Mike Meehan
- Brian Zarlenga

## Dyskografia
- The Common and Continual Mischiefs (2006)
- The Great Unknown & The Long Goodbye (2009)